# Poppy Z. Brite
William Joseph Martin (Bowling Green, 25 de maio de 1967), anteriormente Poppy Z. Brite, é um autor norte-americano. Ele alcançou fama inicialmente no gênero literário de terror gótico no início da década de 1990, ao publicar uma série de romances e coleções de contos de sucesso. Ele é mais conhecido por seus romances Lost Souls (1992), Drawing Blood (1993) e Exquisite Corpse (1996). Seus trabalhos posteriores migraram para o gênero de comédia de humor negro, com muitas histórias ambientadas no mundo dos restaurantes de Nova Orleães. Os romances de Martin geralmente são livros independentes, mas podem apresentar personagens recorrentes de romances e contos anteriores. Grande parte de seu trabalho apresenta personagens abertamente bissexuais e gays.

## Carreira
Martin é mais conhecido por escrever romances e contos góticos e de terror. Suas marcas registradas incluem homens gays como personagens principais, descrições sexuais explícitas e um tratamento muitas vezes irônico de eventos horríveis. Alguns dos romances mais conhecidos de Martin incluem Lost Souls (1992), Drawing Blood (1993) e o controverso romance sobre serial killers Exquisite Corpse (1996); ele também lançou as coletâneas de contos Wormwood (originalmente publicadas como Swamp Foetus; 1993), Are You Loathsome Tonight? (também publicado como Self-Made Man; 1998), Wrong Things (com Caitlín R. Kiernan; 2001) e The Devil You Know (2003). Seu "Calcutá: Senhor dos Nervos" foi selecionado para representar o ano de 1992 na antologia de histórias The Century's Best Horror Fiction.
Em uma entrevista de 1998, em resposta a um comentário de que "Crescer no sul dos Estados Unidos [o moldou] como escritor", Martin mencionou que os escritores sulistas Carson McCullers, Truman Capote, Tennessee Williams, Flannery O'Connor, Harper Lee, Thomas Wolfe e William Faulkner também influenciaram sua escrita. Respondendo a uma pergunta complementar sobre suas influências literárias, ele também incluiu " Bradbury, Nabokov, WS Burroughs, Stephen King, Ramsey Campbell, Shirley Jackson, Thomas Ligotti, Kathe Koja, Dennis Cooper, Dorothy Parker, Dylan Thomas, Harlan Ellison, Peter Straub, Paul Theroux, Baudelaire, Poe, Lovecraft, John Lennon (...) Eu poderia citar dez ou vinte com mais facilidade; eles estão todos lá em algum lugar."
Martin escreveu Courtney Love: The Real Story (1997), uma biografia da cantora Courtney Love. Foi oficialmente "não autorizado", mas ele reconheceu que o trabalho foi feito por sugestão de Love e com sua cooperação, incluindo acesso ao seu diário pessoal e cartas.
No final dos anos 1990 e início dos anos 2000, Martin se afastou da ficção de terror e dos temas góticos, mas ainda escrevia sobre personagens gays. Os romances aclamados pela crítica — Liquor (2004), Prime (2005) e Soul Kitchen (2006) — são comédias sombrias ambientadas no mundo dos restaurantes de Nova Orleans. The Value of X (2002) retrata o início das carreiras dos protagonistas da série Liquor — Gary "G-Man" Stubbs e John "Rickey" Rickey; outras histórias, incluindo várias em sua coleção mais recente The Devil You Know (2003) e a novela D*U*C*K, narram eventos nas vidas da extensa família Stubbs, um clã católico cujas raízes estão profundamente enraizadas na cultura tradicional de Nova Orleães. Martin espera escrever mais três romances na série Liquor, provisoriamente intitulados Dead Shrimp Blues, Hurricane Stew e Double Shot. No entanto, no final de 2006, ele deixou de publicar na Three Rivers Press, a divisão de livros de bolso da Random House que publicou os três primeiros romances de Liquor, e atualmente está dando um tempo na escrita de ficção. Ele descreveu Antediluvian Tales, uma coleção de contos publicada pela Subterranean Press em novembro de 2007, como "se não for meu último livro, então será meu último por algum tempo". Ele ainda escreve artigos curtos de não ficção, incluindo editoriais convidados para o New Orleans Times-Picayune e um artigo sobre culinária para a Chile Pepper Magazine.
Martin sempre afirmou que, embora permita que parte de seu trabalho seja adaptado para cinema nas circunstâncias certas, ele tem pouco interesse em filmes e não está muito ansioso para ver seu trabalho filmado. Em 1999, seu conto The Sixth Sentinel (filmado como The Dream Sentinel) compôs um segmento do episódio 209 de The Hunger, uma curta série de antologia de terror no Showtime.
Ensaios críticos sobre a ficção de Martin aparecem em Supernatural Fiction Writers: Contemporary Fantasy and Horror (2003) de Brian Stableford e The Evolution of the Weird Tale (2004) de ST Joshi.
Em 9 de junho de 2010, Martin declarou oficialmente que estava aposentado da escrita, em um post intitulado "Estou basicamente aposentado (por enquanto)" em seu Livejournal. Ele afirmou que havia "perdido completamente a capacidade de interagir com [seu] corpo de trabalho" e então afirmou que problemas comerciais foram uma causa parcial. Ele também mencionou especificamente ser incapaz de se desconectar de aspectos de sua vida relacionados ao furacão Katrina. Ele encerrou sua declaração dizendo que sentia falta de ter relacionamentos com seus personagens e que não sentia necessidade de escrever para publicação. Desde então, Martin criou uma série de obras de arte com temas de Nova Orleães e vodu.
Em 2018, Martin anunciou que havia retornado à escrita com um projeto de não ficção intitulado Water If God Wills It: Religion and Spirituality in the Work of Stephen King.
Em agosto de 2023, Martin anunciou em sua própria página do Facebook que estava escrevendo ficção novamente, mas que demoraria muito até que fosse publicada.

## Vida pessoal
Martin nasceu em Bowling Green, Condado de Warren, Kentucky, no Western University Hospital. Ele é um homem trans e escreveu e falou extensivamente sobre questões transgênero e sua própria disforia de gênero. Ele é gay e disse: "Desde que tive idade suficiente para saber o que eram os homens gays, me considero um homem gay que nasceu em um corpo feminino, e é dessa perspectiva que venho". Em 2003, Martin escreveu que, embora teóricos de gênero como Kate Bornstein o chamassem de "transexual não operativo", Martin não insistiria em um rótulo, escrevendo "Eu sou apenas eu". Em 2010, ele iniciou terapia hormonal e, em 2011, expressou que preferiria ser chamado por pronomes masculinos.
Em 6 de janeiro de 2009, Martin foi preso na Igreja Nossa Senhora do Bom Conselho, em Nova Orleães, como parte de uma manifestação pacífica na qual igrejas na área de Uptown da cidade foram ocupadas para protestar contra seus fechamentos. Em agosto de 2009, a publicação Gambit de Nova Orleães publicou os resultados de uma pesquisa de leitores nomeando Martin em segundo lugar como um sempre popular "Melhor Autor Local".
Martin se casou com seu marido, o fotógrafo e artista Grey Anatoli Cross, em 2019. O casal se conheceu em 2011.

## Obras publicadas

### Romances e novelas
- 1992: Lost Souls (em inglês)
- 1993: Drawing Blood (em inglês)
- 1996: Exquisite Corpse (em inglês)
- 1998: The Crow: The Lazarus Heart (em inglês)
- 2000: "Plastic Jesus" (novela; em inglês)
- A série Liquor:
  - 2002: The Value of X (em inglês)
  - 2004: Liquor (em inglês)
  - 2005: Primer (em inglês)
  - 2006: Soul Kitchen (em inglês)
  - 2007: D*U*C*K (novela; em inglês)
- 2004: Triads (com Christa Faust; em inglês)
- 2009: Second Line (em inglês)[15]

### Coletânea de contos
- 1993: Wormwood (também publicado em edição limitada e no Reino Unido sob o título original do autor como Swamp Foetus; em inglês)
- 1995: His Mouth Will Taste of Wormwood and Other Stories ("Quatro histórias de horror contemporâneo", selecionadas de Wormwood; Penguin 60s, em inglês)[16]
- 1998: Are You Loathsome Tonight? (também publicado no Reino Unido como Self-Made Man; em inglês)
- 2001: Wrong Things (com Caitlín R. Kiernan; em inglês)
- 2003: The Devil You Know (em inglês)
- 2007: Antediluvian Tales (em inglês)

### Antologias (como editor)
- Love in Vein (em inglês)
- Twice Bitten - Love in Vein II (em inglês)

### Contos
NB: A maioria deles foi publicada originalmente como chapbooks.
- 1998: "Are You Loathsome Tonight?" (curta história biográfica de Elvis Presley, publicada em Are You Loathsome Tonight?, (em inglês), também intitulada Self-Made Man e reimpressa em The Children of Cthulhu, 2002 (em inglês)
- 1998: "RIP" (em inglês)
- 1999: "The Seed of Lost Souls " (em inglês)
- 2000: "Fique acordado" (em inglês)
- 2000: "Lantern Marsh " (em inglês) - primeira publicação em October Dreams
- 2000: "Would You? " (em inglês)
- 2001: "Pansu" (em inglês)
- 2002: "Con Party at Hotel California" (em inglês)
- 2003: "The Feast of St. Rosalie" (em inglês)
- 2004: "Used Stories" (em inglês)
- 2005: "Crown of Thorns" (em inglês)
- 2007: "Liquor for Christmas" (em inglês)
- 2007: "The H.O.G Syndrome" (primeiro "romance" de Martin, cerca de 9000 palavras, escrito aos 12 anos; em inglês)

### Não ficção
- 1997: Courtney Love: The Real Story (biografia, em inglês)
- 2001: Guilty But Insane (ensaio, em inglês)

### Contos não coletados
- "Vine of the Soul" - apareceu em Disco 2000 (em inglês), 1998
- " The Freaks (juvenilia) " - The Spook #12 (em inglês) 2002; também aparece no site de Martin junto com outras ficções antigas/não publicadas
- "Fuck It, We're Going To Jamaica!" (webzine Necromantic (em inglês); também aparece no site de Martin)
- "The Curious Case of Miss Violet Stone" - co-escrito com David Ferguson; Shadows Over Baker Street (em inglês), 2003; Ballantine Books.
- " Wandering the Borderlands" - Masques V (em inglês), 2006; Gauntlet Press
- " System Freeze" (em inglês). Webcomic Matrix, ilustrado por Dave Dorman e publicado em The Matrix Comics volume 2
- "O Golfo" - Subterranean: Tales of Dark Fantasy (em inglês), 2008; Subterranean Press